# Ein ausgebrannter Fall
Ein ausgebrannter Fall (Originaltitel: A burnt-out case) ist ein Roman von Graham Greene, der im Jahre 1960 veröffentlicht wurde, wobei die schwedische Ausgabe zwei Monate vor der englischen erschien. Die erste deutschsprachige Ausgabe (übersetzt von Lida Winiewicz) erschien im Jahr 1961 unter dem Titel Ein ausgebrannter Fall im Paul Zsolnay Verlag. Eine Neuübersetzung von Dietlind Kaiser erschien 1997 unter demselben Titel ebenfalls bei Zsolnay.

## Inhalt
Der Roman spielt in den letzten Jahren der Kolonie Belgisch-Kongo. Irgendwo auf einem Seitenarm des Kongo befördert das Dampfschiff eines katholischen Ordens, der im Urwald eine Missionsstation mit angeschlossenem Leprakrankenhaus betreibt, einen merkwürdigen Passagier, einen Mann namens Querry, der über die Motive seiner Reise eisern schweigt. Die Patres in der Mission gewähren ihm Gastfreundschaft, kümmern sich aber ansonsten nicht um ihn, da ihr Alltag auf der Station herausfordernd genug ist. Der Einzige, der erkennt, dass es sich um einen Menschen in einer existenziellen Lebenskrise handelt, ist der atheistische Arzt der Leprastation Dr. Colin. Er findet heraus, dass es sich bei dem Besucher um einen berühmten Architekten handelt, der auf moderne katholische Kirchenbauten spezialisiert war. Das Scheitern seiner künstlerischen Ideen sowie einige weitere Ereignisse in seinem Leben führten jedoch dazu, dass er seinen Glauben verlor, und ohne Glauben konnte er auch nicht mehr an den Sinn seiner Arbeit glauben. So weiß er buchstäblich nichts mit sich anzufangen und flieht in einen Teil der Welt, von dem er hofft, dass niemand ihn kennt und auf sein früheres Leben anspricht. Dr. Colin lässt ihm jedoch keine Ruhe und überzeugt ihn, bei einem ganz profanen Projekt mitzuhelfen: Auf dem Gelände der Leprastation soll ein neues Krankenhaus gebaut werden. Schließlich findet sich Querry dazu bereit, und die Arbeit scheint ihm gut zu tun.
Die Kolonie ist allerdings nicht ganz so weltabgeschieden, wie Querry es sich erhofft hatte, und so gibt es einige Menschen, die ihn erkennen und ihre Hoffnungen und Wünsche auf ihn, den Neuen, projizieren. In der Mission etwa der Pater Thomas, der von Zweifeln an seinem Glauben geplagt wird, jedoch nicht erkennt, dass Querry über dieses Stadium weit hinaus ist, da dessen Glaubensverlust tief und echt ist. Vielmehr sieht er in Querry und dessen Flucht vor der Welt fälschlich ein Vorbild und geht diesem damit zunehmend auf die Nerven.
Ein ähnlicher Kandidat ist ein Mann namens Rycker, der einige Tagesreisen von der Mission entfernt eine Ölplantage betreibt. Rycker hält sich selbst für einen gläubigen Katholiken, wird diesbezüglich aber nicht einmal von den Patres für voll genommen. Zudem ist er von dem Ehrgeiz getrieben, ein bedeutender Mensch sein zu wollen, und der berühmte Architekt scheint ihm dafür als Vehikel ganz geeignet. So drängt er Querry seine Freundschaft regelrecht auf und merkt dabei nicht, wie sehr dieser ihn verachtet.
Ryckers Ehefrau Marie sehnt sich ebenfalls nach Querrys Freundschaft, aber aus einem anderen Grund: Sie fühlt sich in der Kolonie am völlig falschen Ort, und ihr Ehemann (der sie nur geheiratet hat, damit sie ihn „vor der Brunst“ bewahre, wie er Querry freimütig erzählt) hat für seine Frau keinerlei Verständnis.
Und dann ist da noch Querrys einheimischer Diener, ein Mann mit dem Namen Deo Gratias. Er ist ein ehemaliger Patient der Leprastation, ein „ausgebrannter Fall“, den die Lepra weitgehend entstellt hat, bevor sie geheilt werden konnte, und der Querry dankbar ist, dass dieser ihm ohne Vorurteile begegnet. Zudem rettet Querry einmal sein Leben, als Deo Gratias im Urwald in einen Graben gerät, aus dem er allein nicht mehr herauskommt.
Für einige Zeit scheinen diese Unstimmigkeiten das Leben Querrys und seinen neugewonnenen Arbeitsmut nicht beeinträchtigen zu können, bis unversehens ein englischer Sensationsreporter namens Parkinson auftaucht, der sich von dem zivilisationsmüden Stararchitekten eine „Story“ verspricht. In der direkten Konfrontation erweist sich Querry zwar als überlegen, und Parkinson scheint sogar einen zynischen Respekt für ihn zu empfinden, hält dessen ungeachtet aber an seinem Projekt einer Artikelserie fest. Als Rycker in seinem Geltungsdrang dem Reporter dann eine Menge erfundenen Unsinn über Querry erzählt, der auch noch veröffentlicht wird, macht Querry sich auf, um Rycker zur Rechenschaft zu ziehen. Er findet Rycker jedoch krank und seine Frau in tiefer Verzweiflung vor – sie glaubt schwanger zu sein, ihr Mann aber will keine Kinder. Querry erklärt sich schließlich bereit, sie in die Stadt zu begleiten, damit sie ärztlich untersucht werden kann.
Auf dieser Reise lernt Querry Marie Rycker erstmals näher kennen, hält sie jedoch für jung, naiv und unerfahren. Am Abend im Hotel erzählt er ihr – in die Form einer Fabel gehüllt – die Geschichte seines Lebens; sie versteht ihn jedoch nicht und schreibt über dieses Gespräch nur einen Satz in ihr Tagebuch: „Die Nacht mit Q. verbracht!“ Als ihr von seiner Krankheit genesener Ehemann in der Stadt auftaucht und diesen Satz liest, will er Querry zur Rede stellen, aber der lässt ihn einfach stehen.
Querry kehrt auf die Leprastation zurück und feiert mit den Patres das Richtfest für das neue Krankenhaus; da taucht plötzlich Marie Rycker auf und erzählt den Patres, sie sei tatsächlich schwanger und das Kind sei von Querry. Damit hat sie ihn bei seinen Gastgebern unmöglich gemacht, aber noch bevor die sich darüber klar werden können, was sie nun unternehmen sollen, erscheint auch Rycker und erschießt Querry.
In der Schlussszene des Romans unterhalten sich Dr. Colin und der Superior der Patres an Querrys Grab darüber, dass auf sonderbare Weise die Wünsche aller Beteiligten in Erfüllung gegangen seien.

## Rezeption
Das Buch wurde einerseits als der „existenziell mitreißendste“ Roman von Graham Greene gelobt; andererseits wurde auch bemängelt, dass die Wahl ausgerechnet eines Kirchenarchitekten als Beispiel für künstlerischen Weltruhm wenig glaubwürdig erscheine. Es gehört zu den wenigen Werken Greenes, die nicht verfilmt oder in Form einer sonstigen Bearbeitung veröffentlicht wurden. Zwar hatte sich der Produzent und Regisseur Otto Preminger frühzeitig die Filmrechte gesichert, ein entsprechendes Projekt scheiterte aber schon im Vorbereitungsstadium.

## Hörspielbearbeitung
- 1962: Ein ausgebrannter Fall – Bearbeitung (Wort): Fred von Hoerschelmann; Regie: Oswald Döpke (WDR/SWF/SFB – Erstsendung: 28. November 1962; Abspieldauer: 101'40 Minuten)

Es sprachen u. a. Wolfgang Büttner (Querry), Kurt Lieck (Doktor Colin), Alfred Balthoff (Rycker), Hilde Mikulicz (Marie Rycker), René Deltgen (Parkinson) und Bodo Primus (Pater Thomas).